# Roumazières-Loubert
Roumazières-Loubert foi uma comuna francesa na região administrativa da Nova Aquitânia, no departamento de Charente. Estendia-se por uma área de 46,59 km². Em 2010 a comuna tinha 4 037 habitantes (densidade: 86,6 hab./km²).
Em 1 de janeiro de 2019, passou a formar parte da nova comuna de Terres-de-Haute-Charente.